# Wijken en buurten in Dronten
De Nederlandse gemeente Dronten is voor statistische doeleinden onderverdeeld in wijken en buurten. De gemeente is verdeeld in de volgende statistische wijken:
- Wijk 01 Dronten west (CBS-wijkcode:030301)
- Wijk 02 Dronten Noord (CBS-wijkcode:030302)
- Wijk 03 Dronten Midden (CBS-wijkcode:030303)
- Wijk 04 Dronten Zuid (CBS-wijkcode:030304)
- Wijk 05 Buitengebied Dronten (CBS-wijkcode:030305)
- Wijk 06 Biddinghuizen (CBS-wijkcode:030306)
- Wijk 07 Swifterbant (CBS-wijkcode:030307)

Een statistische wijk kan bestaan uit meerdere buurten. Onderstaande tabel geeft de buurtindeling met kentallen volgens het Centraal Bureau voor de Statistiek (2008):
| CBS-buurtcode | Buurtnaam                  | Inwonertal | Opp. totaal (ha) | Opp. land (ha) | Ligging                |
| ------------- | -------------------------- | ---------- | ---------------- | -------------- | ---------------------- |
| BU03030101    | Poort van Dronten          | 20         | 120              | 118            | Locatie in de gemeente |
| BU03030102    | Busineszone Delta          | 80         | 104              | 104            | Locatie in de gemeente |
| BU03030103    | De Gilden                  | 620        | 125              | 125            | Locatie in de gemeente |
| BU03030104    | De Munten                  | 4480       | 119              | 116            | Locatie in de gemeente |
| BU03030105    | De Drieslag                | 670        | 25               | 25             | Locatie in de gemeente |
| BU03030210    | Pioniersweg                | 40         | 49               | 43             | Locatie in de gemeente |
| BU03030211    | Houtwijk                   | 120        | 58               | 58             | Locatie in de gemeente |
| BU03030212    | Hanzekwartier              | 30         | 46               | 39             | Locatie in de gemeente |
| BU03030213    | De Oeverlopenwijk          | 1500       | 73               | 73             | Locatie in de gemeente |
| BU03030320    | Centrum Dronten            | 500        | 41               | 36             | Locatie in de gemeente |
| BU03030321    | Oud-Dronten                | 3140       | 88               | 87             | Locatie in de gemeente |
| BU03030322    | De Fazant                  | 1230       | 39               | 39             | Locatie in de gemeente |
| BU03030323    | Bungalowpark               | 400        | 123              | 116            | Locatie in de gemeente |
| BU03030324    | De Boeg                    | 880        | 16               | 16             | Locatie in de gemeente |
| BU03030430    | De Landmaten               | 2150       | 58               | 57             | Locatie in de gemeente |
| BU03030431    | De Manege                  | 2250       | 71               | 71             | Locatie in de gemeente |
| BU03030432    | De Lancaster               | 940        | 17               | 17             | Locatie in de gemeente |
| BU03030433    | De Landstreken             | 1250       | 26               | 26             | Locatie in de gemeente |
| BU03030434    | De Kruidentuin             | 2130       | 41               | 41             | Locatie in de gemeente |
| BU03030435    | Golfresidentie             | 1090       | 150              | 147            | Locatie in de gemeente |
| BU03030548    | AZC                        | 620        | 18               | 18             | Locatie in de gemeente |
| BU03030549    | Ketelhaven                 | 620        | 50               | 45             | Locatie in de gemeente |
| BU03030550    | Buitengebied Dronten       | 1310       | 12799            | 12565          | Locatie in de gemeente |
| BU03030601    | Oud-Biddinghuizen          | 340        | 12               | 12             | Locatie in de gemeente |
| BU03030602    | Oud-Biddinghuizen Buiten   | 1470       | 31               | 31             | Locatie in de gemeente |
| BU03030603    | De Kaai                    | 310        | 14               | 14             | Locatie in de gemeente |
| BU03030604    | Centrum Biddinghuizen      | 30         | 5                | 5              | Locatie in de gemeente |
| BU03030605    | De Baan                    | 1420       | 28               | 28             | Locatie in de gemeente |
| BU03030606    | Bremerpark                 | 1230       | 36               | 36             | Locatie in de gemeente |
| BU03030607    | De Graafschap              | 10         | 47               | 47             | Locatie in de gemeente |
| BU03030608    | Noorderbaan                | 90         | 47               | 46             | Locatie in de gemeente |
| BU03030609    | Oldebroekerweg             | 30         | 28               | 28             | Locatie in de gemeente |
| BU03030620    | Buitengebied Biddinghuizen | 1010       | 13020            | 12824          | Locatie in de gemeente |
| BU03030701    | Kampbuurt                  | 760        | 19               | 19             | Locatie in de gemeente |
| BU03030702    | Centrum Swifterbant        | 20         | 5                | 5              | Locatie in de gemeente |
| BU03030703    | Oud-Swifterbant            | 1390       | 58               | 58             | Locatie in de gemeente |
| BU03030704    | Spelbuurt                  | 1400       | 32               | 32             | Locatie in de gemeente |
| BU03030705    | Bloemenbuurt               | 2430       | 55               | 55             | Locatie in de gemeente |
| BU03030706    | De Kolk                    | 50         | 28               | 26             | Locatie in de gemeente |
| BU03030707    | Tarpan                     | 40         | 23               | 23             | Locatie in de gemeente |
| BU03030708    | Bedrijventerrein Spelwijk  | 20         | 20               | 20             | Locatie in de gemeente |
| BU03030720    | Buitengebied Swifterbant   | 450        | 6182             | 6123           | Locatie in de gemeente |